# Улица Степана Разина (Екатеринбург)
У́лица Степа́на Ра́зина (до 1919 года — Спасская улица, позднее — улица Стеньки Разина) расположена между рекой Исеть (у Сибирского моста по улице Куйбышева) и улицей Авиационной в жилых районах Центральный и Автовокзал, пересекает территорию Ленинского и Чкаловского административных районов города. Направлена с севера на юг, общая протяженность улицы — 2770 м.

## История и достопримечательности
Улица начала застраиваться в 1770-е годы на участке от реки Исеть до улицы Болотной (современная улица Большакова). В 1804 году купец-старовер и, позднее, городской голова Я. Ф, Толстиков заложил между Александровским проспектом (улица Декабристов) и Архиерейским переулком (улица Тверитина) единоверческую церковь Всемилостивого Спаса. Современный адрес этого участка - Степана Разина, 25. Церковь называлась в народе Спасской или Толстиковской, и улица тоже получила название Спасской. 
Южный конец улицы до 1920-х годов вливался в Цыганскую площадь. Застройка участка улицы южнее Цыганской площади велась уже в советское время вплоть до 1940-х годов. 

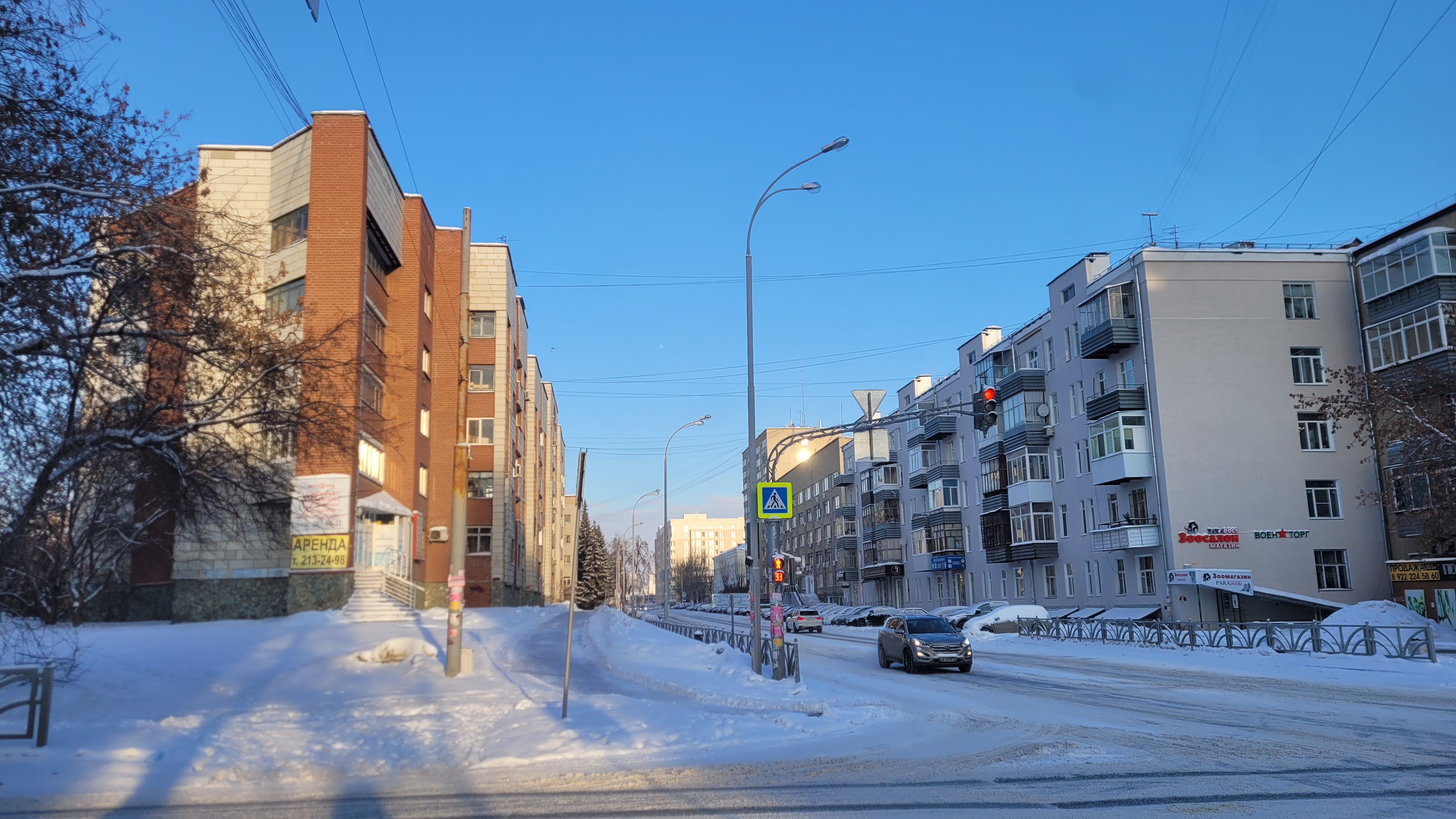
Улица Степана Разина зимой, вид на север

На улицу выходят восточный участок территории автовокзала, западная граница Южного трамвайного депо, западная часть жилой застройки Городка милиции, областное Управление налоговой полиции. 
На улице Степана Разина находится Гимназия №120.
На перекрёстке улиц Декабристов и Степана Разина до 24 марта 2018 года находилась Екатеринбургская телебашня. 10 марта 2025 года на месте снесённой телебашни открылась новая многофункциональная ледовая арена.